# Peter van Emde Boas
Peter van Emde Boas (geboren 3 april 1945, Amsterdam) is een Nederlandse informaticus en professor aan de Universiteit van Amsterdam. Hij promoveerde in 1974 bij de wiskundige Adriaan van Wijngaarden.
De Boom van Van Emde Boas is in 1975 naar hem vernoemd.